# Улица Достојевског (Крушевац)
Улица Достојевског  је улица у Крушевцу дужине 700 m посвећена великом руском писцу.

## О Улици
Граничи се са Косовском и Хајдук Вељковом, а пресеца је Чеховљева улица. Дугачка је 700 m.
У Улици Достојевског налази се хотел Даби и мноштво продавница и салона намештаја.

### Промена имена
Носила је до 2010. године  назив 4. црногорске пролетерске бригаде.

### Фјодор Достојевски
Фјодор Михајлович Достојевски био је руски писац и један од највећих писаца свих времена. Он је један од најутицајнијих писаца руске књижевности. Према ширини и значају утицаја, посебно у модернизму, он је био светски писац у рангу Шекспира и Сервантеса. Реализам Достојевског представља својеврсни прелаз према модернизму, јер његово стварање управо у епохи модернизма постаје неком врстом узора начина писања.

## Суседне улице
- Косовска улица
- Хајдук Вељкова улица
- Чеховљева улица